# Petit-Rechain
Petit-Rechain (niem. Klein-Richheim, wa. Pitit-Rtchin) – dzielnica (section) miasta Verviers w Belgii, w Regionie Walońskim, w prowincji Liège, w okręgu Verviers. 1 stycznia 2020 roku liczyła 3513 mieszkańców. Do 31 grudnia 1976 r. samodzielna gmina.  

## Demografia
Liczba mieszkańców, stan na 1 stycznia:
| Rok                | 1930 | 1947 | 1961 | 2020 |
| ------------------ | ---- | ---- | ---- | ---- |
| Liczba mieszkańców | 2243 | 2333 | 2569 | 3513 |